# Saturday Night Live (Brasil)
Saturday Night Live (abreviado como SNL) foi um programa de televisão brasileiro produzido pela Endemol e exibido pela RedeTV! entre 27 de maio e 20 de outubro de 2012. Edições já gravadas foram descartadas e nunca chegaram a ser exibidas, permanecendo inéditas. Dentre os integrantes, além do apresentador, estão 10 humoristas. A atração tinha duração de uma hora e meia, e era exibida gravada e inédita aos sábados.
O programa era dividido em 60% do tempo em esquetes gravadas e o restante em encenações ao vivo. Após a reformulação em 18 de agosto de 2012, a banda Kings de la Noche que integrava o programa como participação fixa deixou o programa. Ele possuía a mesma estrutura do programa de televisão americano de nome homônimo que estreou em outubro de 1975 transmitido pela NBC.

## História
Inicialmente, a ideia do programa seria que com a ida do programa Pânico na TV para a Rede Bandeirantes, o SNL daria lugar ao antigo programa aos domingos. No dia 27 de fevereiro de 2012, a RedeTV! havia fechado um acordo verbalmente com o humorista Rafinha Bastos. Em 1° de março, a emissora anunciou a contratação do comediante. Segundo o programa "Ooops", da TV UOL, Rafinha Bastos teria recebido 1 milhão de reais para assinar com a emissora. O fato de o programa ser exibido aos domingos causou estranhamento, pois o nome "Saturday" em inglês significa Sábado em português. Devido as suas várias baixas em 19 de junho, a emissora decidiu reprisar a edição ao vivo de domingo aos sábados. Dois dias após, a mesma informou que o programa exibido no domingo seria gravado e inédito. Em entrevista exibida em 27 de julho no programa Confissões do Apocalipse comandado por Fernanda Young exibido pelo canal GNT, a apresentadora lhe perguntou de que forma ele queria chegar até o dia 21 dezembro (fim do mundo segundo o calendário maia). Rafinha Bastos respondeu que deseja que seu programa funcione na televisão.
Dias após em 30 de julho, sabatinado no programa Roda Viva, afirmou que é precipitado dizer o programa comandado por ele não deu certo pela audiência e completou: "Tenho muito orgulho do conteúdo e eu queria experimentar algo novo. Nunca foi ideia de um projeto para eu apresentar, sou produtor-executivo. Queria era colocar aquela galeria no vídeo". Segundo a notícia da colunista Keila Jimenez do Folha de S. Paulo dada em 8 de agosto, o programa estaria mudando para os sábados a noite, faltando apenas um programa para dar lugar ao seu horário atualmente. Após várias baixas na audiência em 14 de agosto, a emissora decidiu mudar oficialmente para os sábados e a reprise para os domingos. Com essa nova reformulação, a banda Kings de la Noche deixou de fazer parte do programa.
Em 26 de setembro, a emissora anunciou que a atração não teria mais reprises aos domingos, exibindo somente a versão inédita aos sábados. Em seu lugar, passou a ser exibida a série Star Trek. Em 23 de outubro, Rafinha Bastos, integrante do programa e produtor-executivo, disse que deixaria o programa pois ele havia entrado como parte da produção para implementar a versão brasileira para TV e encontrar novos comediantes. Após a gravação de 80 episódios para uma segunda temporada e a definição dos novos convidados, os quadros não foram aproveitados, em fevereiro de 2013, a emissora informou o cancelamento do programa. Segundo a mesma, o contrato com a Endemol Brasil foi rescindido e a emissora reformulou sua programação. Após a rescisão do contrato da Endemol com a RedeTV!, a emissora, a partir de 27 de outubro, passou a exibir apenas as reprises do humorístico.

## Elenco
A emissora inicialmente desejava ter no seu elenco 15 comediantes mas contratou apenas dez, dentre os quais Marcela Leal, Marco Gonçalves, Carol Zoccoli e Cláudio Carneiro. A segunda leva de contratações trouxe Fernando Muylaert e Anderson Bizzocchi, da Cia. Barbixas de Humor para o elenco.
Também integravam o elenco a atriz Renata Gaspar, o ator Rudy Landucci e Carla Candiotto. Na produção da atração estavam André Bernardes e Rodrigo Fernandes. O roteiro era assinado por Adonis Comelato (Olaria GB), Carol Zoccoli, Nigel Goodman e Rafael Fanganiello (Olaria GB).
O filho da jornalista Marília Gabriela, Christiano Cochrane, gravou um teste para integrar o programa, mas não foi selecionado.

### Propostas
Tatá Werneck recebeu uma proposta para integrar o elenco do programa, mas tinha contrato com a MTV. Também foram sondados para o elenco do programa a atriz Natália Klein e os humoristas Gregório Duvivier e Diogo Portugal.
A comediante Marlei Cevada, atualmente na A Praça É Nossa, havia fechado uma participação no programa, mas decidiu voltar atrás e continuar no humorístico do SBT.
Apesar de ter sido anunciado como parte do elenco, o comediante Rodrigo Capella, estava cotado para integrar o elenco do programa Circo Eletrônico, no SBT.

## Produção
Em 10 de abril de 2012, Rafinha Bastos, juntamente com o diretor de programação da produtora Endemol Brasil, Leonardo Lessa e Fernando Muylaert, foram aos Estados Unidos para acompanhar o programa original e participar de uma reunião com a equipe. Em 13 de maio, foi gravado o primeiro piloto: as gravações se iniciaram às 16 horas e se estenderam até as 3 da madrugada do dia seguinte.
O vídeo promocional do programa foi divulgado pela RedeTV! no dia 14 de março. Inicialmente o programa tinha sua estreia prevista para 22 de abril. Mas depois, foi adiado para o dia 13 de maio, juntamente com a estreia do novo programa de Gilberto Barros. Em 4 de maio, foi divulgada uma nova data de estreia do programa, 20 de maio, devido aos atrasos na construção dos cenários. Na coletiva de imprensa, foi anunciada a mudança de data para o dia 27 de maio.

Rafinha Bastos, na entrevista coletiva do seu programa, comentou sobre a estreia dizendo: 
| “ | Espero fazer um programa divertido e manter meus colegas longe do desemprego, porque eles não merecem voltar às ruas. Também pretendo diminuir minha média de três processos por semana. | ” |

Após o final da sua terceira exibição, a diretora artística da emissora, mais os integrantes da atração tiveram uma reunião de cerca de duas horas aonde definiu que a linha do programa focará mais no humor popular.

Após Rafinha Bastos ter anunciado que se emocionou após uma reunião com todo elenco do programa para certos ajustes, ele afirma em entrevista ao jornal Folha de S. Paulo, o seguinte: 
| “ | Vou me emocionar todas as vezes em que me orgulhar de algo em que confiei. Tenho uma afinidade com a minha equipe que nunca tive no antigo trabalho [CQC]. | ” |

Ainda na entrevista, ele acrescentou que a estreia do programa havia começado confuso e que após a reunião em 17 de junho, ele acredita que a atração ficou mais amadurecida.
Após a décima terceira edição, ficou decidida uma nova reformulação focando mais nas esquetes e situações cômicas.

## Comercial
Antes mesmo da estreia, todas as cotas comerciais já tinham sido vendidas para seis empresas, totalizando uma receita de R$ 38,4 milhões. Cada comercialização mensal na tabela vale 6,4 milhões de reais.

Segundo a própria RedeTV!, o programa já obtinha mais lucro que seu programa anterior, Pânico na TV, já que o mesmo arrecadava 50% da receita do programa. O superintendente comercial da emissora, Paulo Leal, comentou que o programa comandado por Rafinha Bastos até o momento já arrecadou 80% da receita gerada pelo programa Pânico, e acrescentou: 
| “ | Mas nosso ganho tem sido bem maior porque não temos que dividir o faturamento com a produção do programa, como acontecia com o time do Surita. Aquele era um negócio desequilibrado, em que tínhamos 100% dos custos e apenas 50% da receita. Eu costumo dizer que agora não é mais pânico, é alívio. | ” |

Em 6 de setembro de 2012, foi anunciado mais um patrocinador. Com isso, totalizando  sete patrocinadores. Ainda segundo a emissora, mais cotas estavam sendo comercializadas até o mês de outubro.

## Exibição

### Episódios
O primeiro programa contou com a apresentação da cantora Marina Lima juntamente com toda sua banda e apresentação de Rafinha Bastos. A sua segunda contou com a apresentação da atriz Fernanda Young. O terceiro apresentador convidado seria o lutador e atual Deputado Federal Acelino Popó Freitas. Mas após seu cancelamento um dia antes da atração ir ao ar, houve a apresentação de Marcela Leal, um dos integrantes do elenco. Como atração musical, a banda Restart se apresentou no programa. No quarto episódio pela segunda vez, Rafinha Bastos apresentou o programa e na atração musical a banda Fresno se apresentou. O quinto apresentador convidado foi o músico Lobão, que além de apresentar, cantou. A sexta exibição contou com a presença da apresentadora Marília Gabriela que cantou e apresentou o programa. Na sétima exibição, quem apresentou o programa foi a apresentadora do programa A Tarde é Sua, Sônia Abrão, que fez várias piadas a respeito do seu gosto pela "morte". Fafy Siqueira foi a oitava apresentadora da atração. A nona edição foi apresentado pela socialite Narcisa Tamborindeguy. A décima edição seria apresentada por Alexandre Frota, que desistiu e foi substituído por Marco Gonçalves. A décima terceira contou com a participação do cantor Paulo Miklos.

### Audiência
O programa marcou 0,9 pontos no Ibope da Grande São Paulo e sua estreia foi considerada um "fiasco". Fato este que mostra que o programa teria, segundo fontes, ficado em quinto lugar no consolidado de domingo. Na sua segunda exibição, o programa permaneceu com baixa audiência marcando 1,2 pontos de média no Ibope. Sua terceira exibição concedeu novamente um ponto. A quarta atingiu sua maior baixa na média da audiência com 0,7 pontos. A quinta exibição concedeu a emissora novamente 1 ponto no Ibope. A sexta exibição rendeu a média no Ibope de 1,4 pontos. Na reprise do programa exibido no dia 11 de agosto de 2012, marcou a maior audiência desde a estreia do programa com média de 3 pontos. Sua primeira exibição inédita aos sábados em 18 de agosto de 2012 marcou 2.0 pontos na média da audiência.

### Avaliação e críticas
Um dia anterior ao lançamento do programa, o colunista Breno Cunha do site NaTelinha, hospedado no portal UOL, analisou como seria a volta de Rafinha Bastos a TV após sua saída da Rede Bandeirantes. Segundo Breno, o apresentador precisaria fazer um equilíbrio entre o jornalista e o humorista, reconquistando a confiança do telespectador. Finalizando, o colunista disse: "Potencial, Rafinha Bastos tem. Talvez por isso, se espere tanto dele." Já na estreia do programa, o colunista ficou em dúvida em como classificar o programa: para ele o primeiro bloco foi sensacional, sendo comparado ao talk show Agora é Tarde, como "[...] uma versão melhorada do excelente [...]". Já o segundo bloco, para ele, "foi uma tragédia", e complementa: "[...] A impressão que se teve é que o intervalo comercial separou dois programas totalmente diferentes." Segundo ele, o programa ficou devendo apresentando dois lados de um programa humorístico: a piada boa e a ruim.
Maurício Stycer, do mesmo portal, fez um resumo da atração e no término da avaliação, concluiu: "O SNL brasileiro tem um longo caminho pela frente, mas conseguiu mostrar uma cara própria, sem semelhantes no mercado brasileiro, ao nascer. Resta saber o que o público vai achar."
Já Fernando Oliveira, do portal iG, descreveu o apresentador como bad boy, dizendo: "[...] um dos quadros tinha sido uma espécie de “Arquivo Confidencial” em que todos se esforçavam para detonar o apresentador. É quase como ele ficasse envaidecido pela imagem de “bad boy” da TV brasileira." Ainda segundo ela, os pontos positivos do programa foram "[...] a participação de Renata Gaspar, o cenário em que Marina Lima cantava e o “Weekend Update”."
O colunista do site F5, Alberto Pereira Jr., destacou que o melhor momento da estreia foi o pedido de desculpas a Ronaldo e a Preta Gil desenvolvido pelo Grupo Olaria GB. Na revisão do crítico do portal R7, Odair Braz Junior, a sua segunda exibição cresceu e que não há tantas oportunidades para o programa no domingo, já que existem outros programas na faixa em outras emissoras.

## Controvérsias
Wanessa Camargo foi convidada pela produção do programa a participar como atração musical, mas o convite foi recusado.
Segundo o colunista do site F5, Ricardo Feltrin, a RedeTV! estaria passando por vários problemas técnicos devido a falta de funcionários especializados em vários departamentos. Em resposta, Kalled Adib, superintendente de operações da emissora,  afirmou que as acusações eram descabidas.
Em notícia anunciada em 25 de junho de 2012, o colunista do site UOL, Flávio Ricco, havia anunciado que a atração iria passar a ser apresentada aos sábados e que o programa iria apenas acertar a situação comercial. Um dia após o anúncio, a emissora anunciou que somente as reprises seriam exibidas aos sábados.